# Ахия (пророк)
Ахи́я Сило́млянин (др.-евр. אֲחִיָּה הַשִּׁילֹנִי‬) — персонаж Ветхого Завета, пророк времён царя Соломона.

## Библейский рассказ

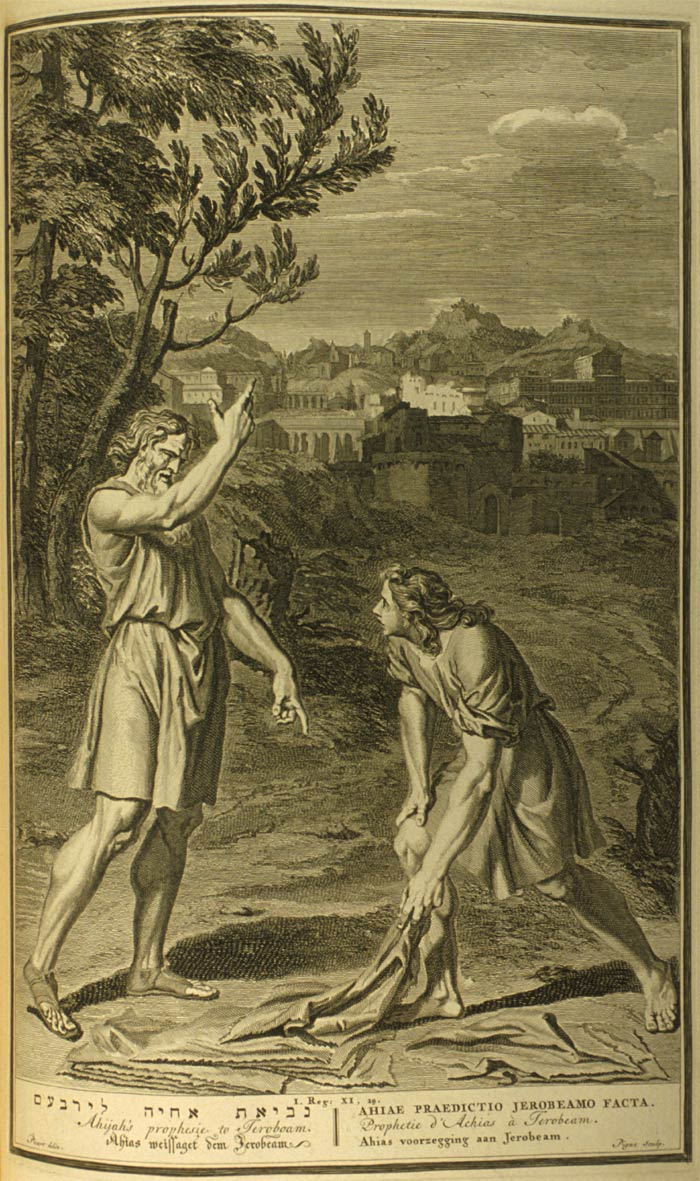
Пророк Ахия и Иеровоам

Рассказ о пророке Ахии содержится в Третьей книге Царств. Сообщается о его встрече на поле с сановником царя Соломона Иеровоамом, которому предсказал власть над десятью коленами Израиля: 

И взял Ахия новую одежду, которая была на нем, и разодрал её на двенадцать частей, и сказал Иеровоаму: возьми себе десять частей, ибо так говорит Господь Бог Израилев: вот, Я исторгаю царство из руки Соломоновой и даю тебе десять колен, а одно колено останется за ним ради раба Моего Давида и ради города Иерусалима, который Я избрал из всех колен Израилевых.
— 3Цар. 11:30-32
Условием передачи царства Иеровоаму было требование «соблюдать все, что Я заповедую тебе, и будешь ходить путями Моими и делать угодное пред очами Моими, соблюдая уставы Мои и заповеди Мои, как делал раб Мой Давид» (3Цар. 30:38)

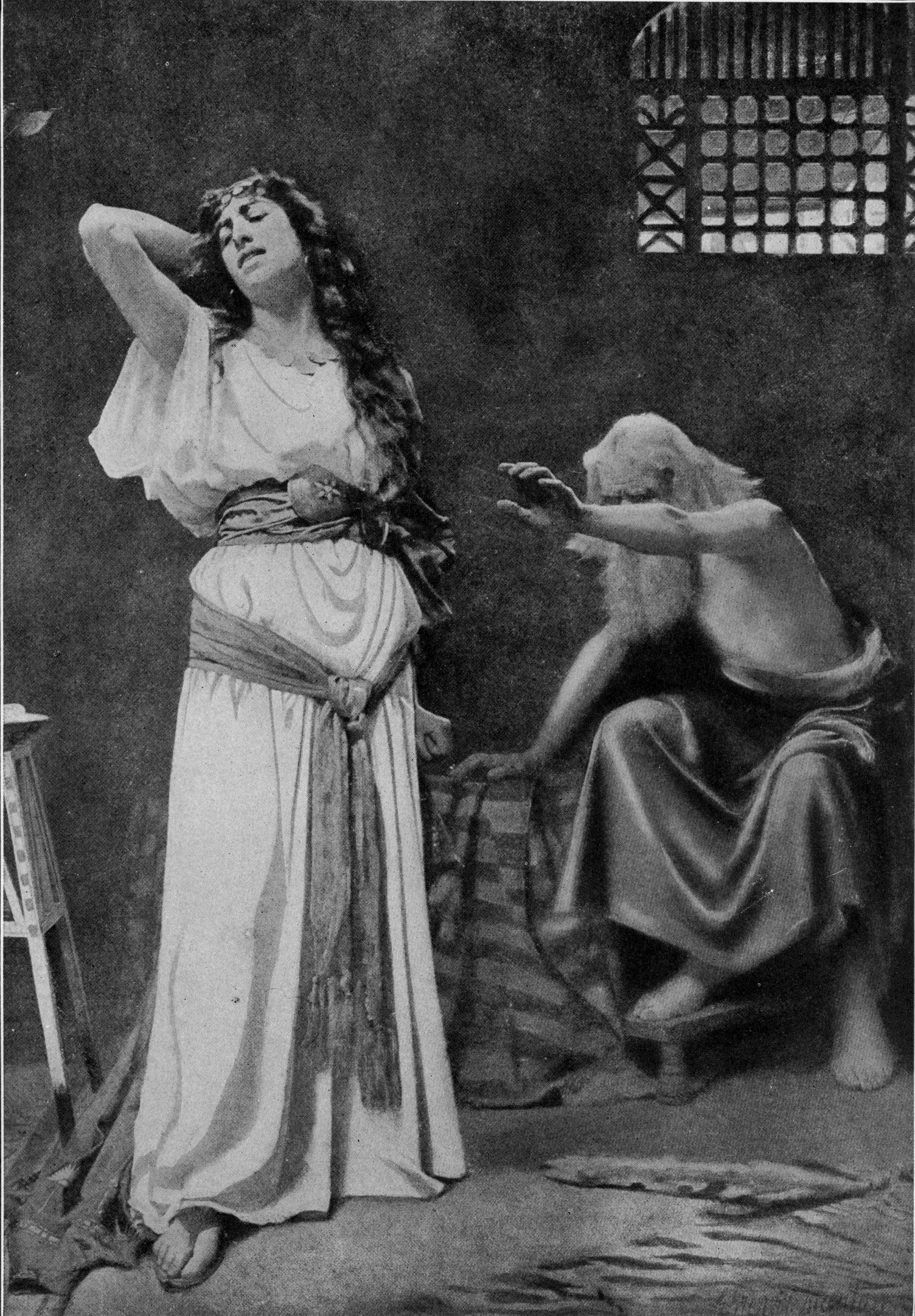
Ахия предсказывает жене Иеровоама смерть сына

После воцарения Иеровоам стал идолопоклонником, и Ахия, состарившийся и ослепший, предсказал жене смерть больного сына царя и полное истребление его рода (3Цар. 14:1-16). Это пророчество исполнилось когда — в ходе заговора Ваасы — царь Нават, сын Иеровоама, был свергнут (3Цар. 15:29-30).

## Иудейская традиция
В иудейских преданиях Ахия был силомским левитом и принадлежал к числу семи учителей, которые, сменяя друг друга, должны прожить до конца света (предания приписывают Ахии смерть в возрасте более 500 лет). Другие предания сообщают, что Ахия принял мученическую смерть от иудейского царя Авии.

## Христианская традиция
В Православной церкви внесение имени Ахии в месяцесловы датируют X веком (например, Минологий Василия II, где его память помещена под 9 января). В современном православном календаре память пророка Ахии совершается 12 ноября (по юлианскому календарю).
В толкованиях христианских богословов пророчество Ахии Иеровоаму рассматривалось как пример взаимодействия Божественной благодати и человеческой воли (Августин Блаженный), а раздирание им одежд, как прообраз людей, разделяющих Церковь (Киприан Карфагенский).